# یوآن کدینگ
یوآن کدینگ (حروف چینی: 袁克定) متولد ۱۸۷۸، درگذشت ۱۹۵۸ با نام رسمی یونتای (云台) پسر بزرگ یوان شیکای بود مادر او همسر نخست یوآن شیکای بود. نام برادر کوچکترش یوآن کون است.

## زندگی
یوآن در کودکی و جوانی راه پدرش را رفت و در دودمان چینگ چندین شغل دولتی داشت او در آلمان درس خواند و آلمانی و انگلیسی را روان صحبت می کرد. در پایان دودمان چینگ به عنوان یک افسر رتبه ی پایین در دولت خدمت کرد. در ۱۹۱۵ پدرش ادعای پادشاهی کرد و او جانشین پدر شد و نام شاهزاده یونتای را گرفت.